# 焼山駅

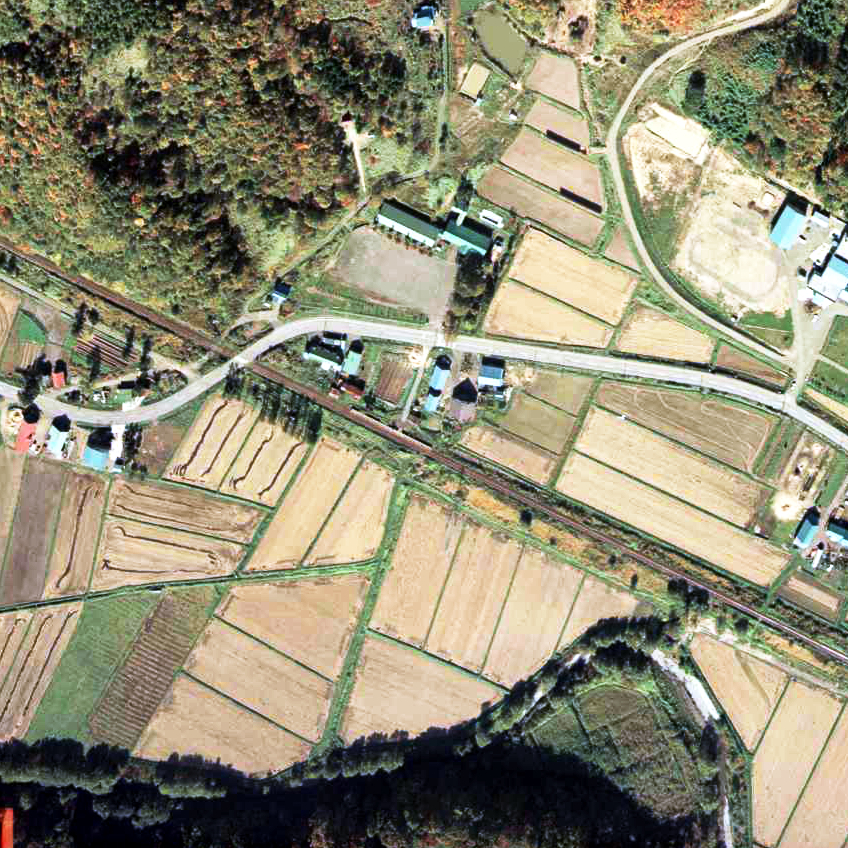
1976年の焼山駅と周囲500m範囲。左が砂川方面。駅へ向かう細道の舗装が切れる辺りの右横に見える枯草色の屋根が待合室。駅前正面は焼山小学校。

焼山駅（やけやまえき）は、かつて北海道（空知管内）砂川市焼山に置かれていた、北海道旅客鉄道（JR北海道）歌志内線の駅（廃駅）である。電報略号はヤケ。事務管理コードは▲131606。

## 歴史

### 年表
- 1947年（昭和22年）：保線員のため、1日2往復停車の仮乗降所が設けられる[3][注 1]。
- 1948年（昭和23年）7月1日：大曲線路班（起点3.8 km）として一部停車[1]。
- 1955年（昭和30年）6月1日：焼山線路班（起点3.8 km）に名称変更[1]。引き続き一部停車[1]。
- 1961年（昭和36年）12月25日：砂川 - 文殊間の起点3.9 kmに、旅客駅として開業[1][4]。気動車の旅客のみを取り扱う駅員無配置駅[5]。
- 1965年（昭和40年）10月：待合室を設置[1]。
- 1986年（昭和61年）11月：乗車券の発売を停止。
- 1987年（昭和62年）4月1日：国鉄分割民営化により、JR北海道に継承[1]。
- 1988年（昭和63年）4月25日：歌志内線の廃線に伴い、廃駅となる[1]。

### 駅名の由来
駅名は所在地の地域名から採られた。なお、地域名が「焼山」となった説については諸説ある。蒸気機関車の煤煙が原因で山火事がしばしば起こったからという説や、1892年（明治25年）に開拓民が初めてこの地に入地した時に列車の煤煙で山火事になったからという説、さらには、空知線の敷設工事が進められていた1888年（明治21年）にたまたま付近で山火事があり、鉄道建設関係者により通信上の渾名としてこの地点を「焼山」と名付けたことによるという説もある。

## 駅構造
廃止時点で、単式ホーム1面1線を有する無人駅であった。片流れ屋根の待合室は、ホームから少し離れて置かれていた。

## 周辺施設
- 北海道道627号文珠砂川線
- 道央自動車道
- 砂川市立焼山小学校（閉校）
- 砂川希望学園

## 代替交通
歌志内線の廃止に伴い、北海道中央バスの焼山線が新設され、当駅付近には「焼山」停留所が設置されていた。しかし2019年4月1日のダイヤ改正で廃止となり、当駅付近を通る路線バスは消滅した（歌志内線の他の駅付近については、北海道中央バスの「歌志内線」が経由する）。

## 隣の駅
北海道旅客鉄道（JR北海道）
歌志内線
砂川駅 - 焼山駅 - 文珠駅